# 横倉輝男
横倉 輝男（よこくら てるお）は、日本の薬学者、実業家。学位は薬学博士（静岡薬科大学・1973年）。
株式会社ヤクルト本社中央研究所研究員、株式会社ヤクルト本社中央研究所所長、株式会社ヤクルト本社医薬品本部本部長、株式会社ヤクルト本社専務取締役、財団法人ヤクルト・バイオサイエンス研究財団理事長、ヤクルト健康保険組合理事長、静薬学友会会長（第8代）などを歴任した。

## 来歴

### 生い立ち
静岡薬科大学に進学し、薬学部にて薬学を修め、1965年に卒業した。その後、静岡薬科大学の大学院に進み、薬学研究科にて学んだ。1969年3月に、静岡薬科大学の大学院にて修士課程を修了した。それにともない、薬学修士の学位を取得した。また、「Lactobacillus caseiのファージレセプターに関する研究」と題した学位論文により、1973年12月に静岡薬科大学より薬学博士の学位を授与されている。

### ヤクルトグループにて
大学院修了後の1969年4月、ヤクルト本社に入社した。同年、ヤクルト本社の中央研究所に研究員として配属された。1999年6月には、ヤクルト本社の取締役に就任するとともに、中央研究所の所長を務めることになった。2005年6月には、ヤクルト本社の取締役として専務に昇任するとともに、医薬品本部の本部長を務めることになった。そのほか、ヤクルト・バイオサイエンス研究財団においては理事として常務や理事長を務め、ヤクルト健康保険組合においても理事長に就任するなど、ヤクルトグループの要職を歴任した。また、2007年4月からは、日本ビフィズス菌センターの理事も務めた。2011年7月、ヤクルト本社を退職した。

## 研究

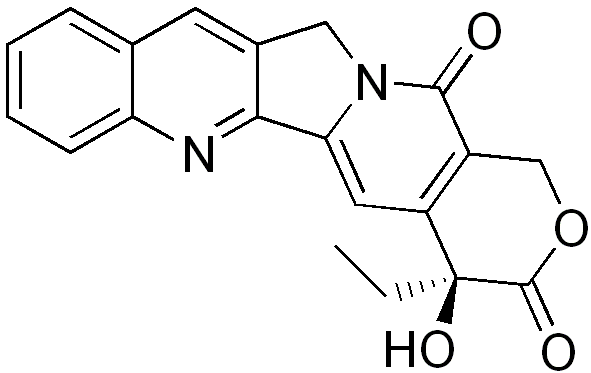
カンプトテシン

イリノテカン

著名な業績としては、カンプトテシン系抗癌剤「塩酸イリノテカン」の開発に成功したことが知られている。従来、キノリンアルカロイドの一種である「カンプトテシン」には抗腫瘍活性があることが知られていたが、さまざまな副作用をともなうことから、抗癌剤として利用することは極めて難しいとされていた。かつてアメリカ国立がん研究所が創薬に取り組んだが、臨床試験で重大な副作用が見られたため、治療薬としての開発そのものが頓挫する事態となっていた。
しかし、横倉は宮坂貞や澤田誠吾らとの共同研究において、カンプトテシンの化学構造を変換させるなど、これらの問題の解決に取り組み、十数年の歳月をかけてカンプトテシン系抗癌剤「塩酸イリノテカン」を開発した。カンプトテシン系抗癌剤の開発に成功したのは、横倉らが世界で初めてである。後年、この抗癌剤は世界各国で承認されることになり、1000億円規模の医薬品市場の創生に繋がったとされる。その結果、横倉らが開発した塩酸イリノテカンは「初期開発から市場開拓まで我が国で主導的に進められた医薬品開発の先駆的な成功事例」と評されている。
これらの業績は高く評価され、2011年には日本癌学会と中外Oncology学術振興会議からJCA-CHAAO賞が贈られている。また、2013年には、材料科学技術振興財団から山崎貞一賞（バイオサイエンス・バイオテクノロジー分野）が贈られている。

## 人物
静岡女子薬学校、静岡女子薬学専門学校、静岡薬学専門学校、静岡薬科大学、静岡県立大学薬学部の卒業生や教職員などで構成される「静薬学友会」では、会長を務めていた。2018年には任意団体から一般財団法人への移行を果たし、2020年に会長を退任した。

## 略歴
- 1965年 - 静岡薬科大学薬学部卒業。
- 1969年 - 静岡薬科大学大学院薬学研究科修士課程修了。
- 1969年 - ヤクルト本社入社。
- 1969年 - ヤクルト本社中央研究所研究員。
- 1999年 - ヤクルト本社中央研究所所長。
- 1999年 - ヤクルト本社取締役。
- 2005年 - ヤクルト本社医薬品本部本部長。
- 2005年 - ヤクルト本社専務。
- 2007年 - 日本ビフィズス菌センター理事。
- 2011年 - ヤクルト本社退職。
- 2012年 - 静薬学友会会長。

## 賞歴
- 2011年 - JCA-CHAAO賞。
- 2013年 - 山崎貞一賞バイオサイエンス・バイオテクノロジー分野。

## 関連人物
- 宮坂貞